# Red Dead Redemption: Gunslingers
Red Dead Redemption: Gunslingers (сокращённо Gunslingers, в переводе с англ. — «Стрелки») — бесплатная казуальная браузерная игра для социальной сети Facebook, разработанная и выпущенная компанией Rockstar Games в апреле 2010 года в ходе маркетинговой кампании, перед выходом основной игры серии Red Dead Redemption в мае того же года.
Gunslingers была дуэльной игрой с элементами RPG, в которой игроки соревновались один на один, чтобы получать очки опыта и открывать различные достижения. Игра размещалась в Facebook и была доступна лишь пользователям, указавшим возраст 18 лет. В 2012 году из-за изменений в социальной сети игра стала недоступной.

## Игровой процесс
Когда игрок бросает вызов другому, игра сама случайным образом вычисляет исход боя, при этом учитываются классы игроков, их уровень и количество потраченных очков опыта на характеристики персонажа. Даже самый «слабый» игрок может выиграть против сильнейших, но шансы очень малы. После получения определённого количества очков опыта, уровень игрока поднимается. Игроки могут образовывать и собираться в так называемые «Отряды» (англ. Posse), каждый раз при победе в дуэли одного из членов «Отряда», напарники получат бонусные очки опыта.
Сами очки опыта игрок может потратить на различные характеристики персонажа, такие как:
- Attack (рус. Нападение) — определяет количество дополнительно наносимого урона по противнику при попадании в него;
- Dodge (рус. Уклонение) — позволяет снизит ущерб нанесённый вам при попадании противником в жизненно важную область или вовсе избежать повреждений;
- Health (рус. Здоровье) — увеличивает базовое количество здоровья, а также повышает общую «живучесть»;
- Stamina (рус. Выносливость) — параметр представляет собой очки, которые игрок тратит при вызове противника на «Дуэль».

Если игрок будет слишком часто и много тратить очки «Выносливости», его персонаж значительно ослабнет, по сравнению с другими игроками, даже у которых ниже уровень;

### Режимы игры
В игре присутствовало два режима сражений:
- Duels (рус. Дуэли) — для поединка игроку подбираются противники с примерно похожим уровнем и характеристиками персонажа[5]. Количество полученных очков опыта от победы, на прямую зависит от уровня побеждённого противника. Так если оппонент был более высокого уровня, игрок получить больше опыта, а если имел низкий уровень, очков будет меньше. После победы, можно восполнить и набрать силу, что в итоге позволит стать первоклассным стрелком. Что бы начать «Дуэль», нужно потратить 20 очков «Выносливости».
- Shootouts (рус. Перестрелки) — для этого режима игрок может сам выбирать и приглашать противников. Победитель выбирается случайным образом — победивший получает 5 очков опыта, в то время как проигравший только два очка. В отличие от «Дуэли», для начала не нужно тратить очки «Выносливости».

Связав свой профиль Facebook с Rockstar Games Social Club, в также еще играя в Red Dead Redemption, игроки будут получать бонусные очки опыта в режиме «Перестрелки».

### Классы
В Gunslingers есть три доступных класса персонажей, которые различаются характеристиками, такими как: сила, скорость и точность. В каждом классе по 2 героя, всего их шесть.
- Outlaw (рус. Вне Закона) — опасные преступники, наводящие страх на всю округу. Персонажи этого класса отличаются тем, что наносят значительно больший урон противнику, по сравнению с остальными;
- Fast Hands (рус. Быстрые Руки) — основное отличие класса, это так называемая «скорость рук». В «Дуэли» они имеют преимущество, так как первыми достают револьвер из кобуры, от чего быстрее склонны к первому выстрелу;
- Sharpshooter (рус. Меткий Стрелок) — особенностью «снайперов», является повышенная точность. С помощью этого класса игроки с большей вероятности могут поразить противника в жизненно важные места (в голову или район сердца);

### Достижения
В игре присутствовала система достижений (англ. Achievements), которых всего насчитывалось 37 штук, а некоторые из них имели несколько уровней. Для их получения игроку требовалось выполнять определённые условия, например: Вызвать на «Дуэль» 10 друзей; Победить 5 раз в «Дуэлях» с друзьями; Связать свой профиль Facebook с Rockstar Games Social Club; Играть 3 дня подряд; Выиграть 5 поединков каждым из классов; Достигнуть 20-го уровня; и прочие.

## Разработка игры
Red Dead Redemption: Gunslingers была создана для рекламы и продвижения Red Dead Redemption, перед её выходом. 12 апреля 2010 года Rockstar Games анонсировала игру и запустила её в тестовом режиме.
27 апреля 2010 года приложение было обновлено, после чего игра официально вышла из стадии бета-тестирования. 10 мая 2010 года игра была обновлена, были добавлены новые достижения, параметр «Выносливости» и рейтинги «Отрядов». Вскоре после выхода, Red Dead Redemption: Gunslingers стала довольно популярной среди пользователей социальной сети Facebook и в неё сыграли несколько миллионов человек.

### Прекращение поддержки игры
В начале 2012 года, после очередного обновления сайта Facebook, приложение Gunslingers перестало работать. 15 марта 2012 года сотрудники Rockstar подтвердили, что в связи с слишком большими изменениями платформы сайта, которые требуют полной перекодировки игры, Red Dead Redemption: Gunslingers отныне будет недоступна.